# Atusaye Nyondo
Atusaye Nyondo (Mzuzu, 15 novembre 1990) è un calciatore malawiano, attaccante dei Casric Stars.